# Anisakis simplex
Giun Anisakis (Danh pháp khoa học: Anisakis simplex) là một loại giun ký sinh. 

## Đặc điểm
Đây là loại giun tròn thường ký sinh ở những động vật biển, nó có hình thể gần
giống như giun đũa Ascaris lumbricoides. Giun trưởng thành sống ký sinh trong xoang bụng của các loài cá voi, cá heo, hải cẩu hoặc cò, diệt, bồ nông... Ấu trùng của giun ký sinh ở các loài cá như cá thu, cá hồi, cá trích, mực ống Loài giun này phân bố khá rộng rãi ở các nước khắp nơi trên thế giới.
Tại các loại vật chủ, giun đực và giun cái trưởng thành sau khi giao phối; con cái đẻ trứng, trứng theo phân bài tiết ra ngoài và trở thành ấu trùng giun bơi lơ lửng trong nước biển. Ấu trùng giun bị các loài giáp xác ở biển như tôm nuốt vào, phát triển thành ấu trùng giai đoạn 2. Sau đó, loài tôm giáp xác lại bị loại vật chủ trung gian thứ hai như cá mòi, cá thu, cá hồi, mực, bạch tuộc ăn vào cơ thể rồi phát triển thành ấu trùng giai đoạn 3 để sẵn sàng gây nhiễm cho vật chủ vĩnh viễn.

## Ký sinh
Đối với người, bệnh thường gặp ở những đối tượng bệnh nhân có tập quán, sở thích ăn gỏi các loại cá biển, mực, bạch tuộc còn sống, chưa được nấu chín kỹ. Ấu trùng giun có thể xâm nhập qua đường tiêu hóa khi ăn phải thức ăn hải sản nói trên không bảo đảm an toàn vệ sinh thực phẩm, đặc biệt là sushi và sashimi, các món ăn truyền thống của Nhật Bản. Người tình cờ bị mắc bệnh do ăn phải các loại gỏi cá sống hoặc cá, mực bị nhiễm ấu trùng giun chưa được nấu chín kỹ dưới mọi hình thức.
Khi xâm nhập vào cơ thể, ấu trùng giun chui qua thành dạ dày hoặc ruột non và tạo nên những ổ áp xe ưa bạch cầu toan tính, gây phù nề, dày cứng niêm mạc thành dạ dày, ruột; triệu chứng này rất dễ nhầm với ung thư dạ dày, ruột hoặc viêm ruột... Bệnh nhân bị đau vùng thượng vị, nôn, mửa; thường xảy ra vài giờ sau khi ăn cá, mực bị nhiễm ấu trùng giun, kèm theo đó người bệnh bị sốt, xét nghiệm máu thấy bạch cầu tăng. Một số trường hợp ấu trùng giun có thể chui vào khoang phúc mạc nhưng ít khi xâm nhập vào đại tràng.
Nhật Bản đã ghi nhận có trên 12.000 người bị mắc bệnh và đang có xu hướng tăng lên ở các nước Tây Âu, Hoa Kỳ, một số quốc gia khác cùng với gia tăng việc tiêu thụ các món ăn được chế biến từ cá sống. Bệnh cũng thường gặp ở Hà Lan do tập quán ăn cá trích hun khói, ở bán đảo Scandinavia và bờ biển Thái Bình Dương thuộc châu Mỹ Latinh.